# Lingua ebraica mishnaica
L'ebraico mishnaico (detto anche talmudico, rabbinico o lingua dei Saggi) consiste soprattutto nell'insieme delle varietà della lingua ebraica usate per la compilazione del Talmud, eccettuate le citazioni dirette dalla Bibbia ebraica. Queste varietà, non molto diverse tra di loro, possono essere riunite in due gruppi principali: l'ebraico mishnaico propriamente detto (chiamato anche ebraico tannaitico, ebraico proto-rabbinico o ebraico mishnaico I), che fu una lingua parlata; e l'ebraico amoraico (chiamato anche ebraico tardo-rabbinico o ebraico mishnaico II), che fu una lingua d'impiego soltanto letterario.

## Storia
L'ebraico mishnaico propriamente detto è un antico discendente diretto dell'ebraico biblico tramandato dagli ebrei dopo la cattività babilonese, e consegnatoci per sempre dai Saggi ebrei con la compilazione del Talmud e di altri documenti contemporanei. Non fu usato dai Samaritani, che mantennero la loro varietà, l'ebraico samaritano.
Una forma linguistica di transizione si trova in altre opere della letteratura tannaitica del secolo che comincia con il completamento della Mishnah. Essi comprendono i Midrashim halachici (Sifra, Sifre, Mechilta, ecc.) e la numerosa raccolta di materiali relativi alla Mishnah conosciuta con il nome di Tosefta. Il Talmud contiene estratti da queste opere, oltre ad altro materiale tannaitico altrimenti non documentato; il termine generico che indica questi passi è Baraitot. La varietà linguistica di tutte queste opere è molto simile all'ebraico mishnaico.
L'ebraico mishnaico è documentato soprattutto dal I al IV secolo dell'era cristiana, che corrisponde all'epoca romana che segue la distruzione del tempio di Gerusalemme. Chiamato anche ebraico tannaitico o ebraico proto-rabbinico, questa varietà è rappresentata dalla mole della Mishnah (pubblicata intorno al 200 DC) e della Tosefta all'interno del Talmud; da alcuni dei Manoscritti del Mar Morto, in particolare il Rotolo di rame; e dalle Lettere di Bar Kokhba. L'archeologo dei Rotoli del Mar Morto Yigael Yadin indicò che tre documenti di Bar Kokhba scoperti da lui e dal suo gruppo a Nahal Hever furono scritti in ebraico mishnaico. Ma Yadin aggiunse che fu Bar Kokhba stesso a far rivivere la lingua ebraica per farne la lingua ufficiale dello Stato durante la rivolta di Bar Kokhba (132-135 DC). Yigael Yadin notò anche il passaggio dall'aramaico all'ebraico nel periodo della rivolta. Nel suo libro "Bar Kokhba: La riscoperta dell'eroe leggendario dell'ultima rivolta ebrea contro la Roma imperiale", Yadin notò: "È interessante che i primi documenti siano scritti in aramaico mentre i successivi siano in ebraico. È possibile che il passaggio sia stato effettuato da un decreto speciale di Bar Kokhba che voleva ripristinare l'ebraico come lingua ufficiale dello stato" (pag. 181). Nel libro "Carta stradale per i Cieli: Studio antropologico dell'egemonia tra preti, Saggi e uomini di legge (giudaismo e vita giudaica)" di Sigalit Ben-Zion (pag. 155), Yadin riaffermò "sembra che il passaggio fosse avvenuto in seguito ad un ordine impartito da Bar Kokhba, che voleva far rivivere l'ebraico per farne la lingua ufficiale dello stato".
Entro un secolo dalla pubblicazione della Mishnah, l'ebraico mishnaico cadde in disuso come lingua parlata. La Gemara babilonese (ca. 500 DC), come il precedente Talmud di Gerusalemme (tra il 350 e il 400 DC), commentano generalmente la Mishnah e i Baraitot in aramaico. Tuttavia l'ebraico sopravvisse come lingua letteraria e liturgica nella successiva varietà dell'ebraico amoraico, che si ritrova a volte nel testo della Gemara.
L'ebraico mishnaico si evolvette in tutti i suoi aspetti sotto la profonda influenza della lingua aramaica parlata: nella fonologia, nella morfologia, nella sintassi e nel lessico.

## Fonetica

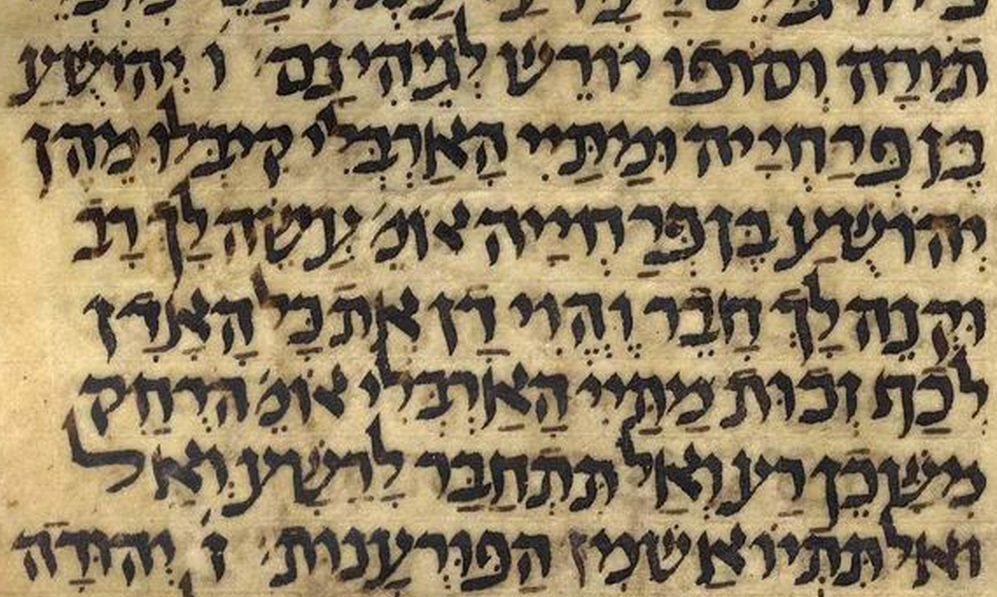
pagina della Mishnah (Manoscritto Kaufman)

Molte caratteristiche tipiche della pronuncia dell'ebraico mishnaico erano probabilmente presenti già nel periodo del tardo ebraico biblico. Un carattere notevole che lo distingue dall'ebraico biblico del periodo classico è la spirantizzazione delle esplosive post-vocaliche (b, g, d, k, p, t), in comune con l'aramaico.
Una nuova caratteristica è che la /m/ finale è spesso sostituita dalla /n/ finale nella Mishnah (vedi Bava Kama 1:4, "Mo'adin"), ma soltanto nei morfemi di concordanza. Forse la consonante nasale finale in questi morfemi non veniva pronunciata, e al suo posto la vocale precedente ad essa veniva nasalizzata. Secondo un'altra tesi, è possibile che i morfemi di concordanza siano stati mutati sotto l'influenza dell'aramaico.
Inoltre alcuni manoscritti sopravvissuti della Mishnah confondono alcune consonanti gutturali, specialmente "aleph" (colpo di glottide) e "ayin" (fricativa faringale sonora). Ciò potrebbe indicare che in ebraico mishnaico fossero pronunciate allo stesso modo.

Anche nel greco antico è noto e attestato un fenomeno di apofonia qualitativa (vocalizzazione) della consonante sonante indoeuropea liquida o nasale -tipicamente ν- nella lettera -α-, nel caso dell'alfa privativo iniziale, ovvero in corpo di parola, qualora la sonante sia preceduta dall'elisione della vocale ε di timbro zero. Tale fenomeno trova a sua volta un precedente nella Fonologia della lingua protoindoeuropea, nella quale la scomparsa dello scevà diede luogo ad esiti variabili nelle lingue figlie da essa originatesi, dove fu sostituito da una /i/ breve ovvero da una /a/ breve, come nel caso greco. Forse in relazione al primo esito delle altre lingue indoeuropee, il greco possedeva lo iota sottoscritto/ascritto pronunciato come un prolungamento della quantità vocalica o del timbro consonantico del morfema precedente (o anche di quello successivo).
Pronuncia dell'Ebraico mishnaico (ricostruita)
Consonanti
| Nome      | Aleph | Bet  | Gimel | Daleth | He   | Waw | Zajin | Ḥet | Tet | Jodh | Kaph | Lamedh | Mem | Nun | Samekh | Ajin | Pe   | Tsade | Qof | Resh | Šin  | Taw  |
| Lettera   | א     | ב    | ג     | ד      | ה    | ו   | ז     | ח   | ט   | י    | כ    | ל      | מ   | נ   | ס      | ע    | פ    | צ     | ק   | ר    | ש    | ת    |
| Pronuncia | ʔ, ∅  | b, β | g, ɣ  | d̪, ð   | h, ∅ | w   | z     | ħ   | t̪   | j    | k, x | l      | m   | n̪   | s      | ʕ, ∅ | p, ɸ | sˤ    | q   | ɾ    | ʃ, s | t̪, θ |

Vocali
| Nome      | Shva Nach | Shva Na | Patach | Hataf Patach | Kamatz Gadol | Kamatz Katan | Hataf Kamatz | Tzere, Tzere Male | Segol | Hataf Segol | Hirik | Hirik Male | Holam, Holam Male | Kubutz | Shuruk  |
| Lettera   | ְ          | ְ        | ַ       | ֲ             | ָ             | ָ             | ֳ             | ֵ , ֵי              | ֶ      | ֱ            | ִ      | ִי          | ׂ, וֹ               | ֻ       | וּ       |
| Pronuncia | ∅         | ?       | a      | a            | ʌː~ɑː        | ɔ            | ɔ            | eː                | ɛ     | ɛ           | ɪ~i   | iː         | oː                | ʊ~u    | uː, ʊ~u |

## Grammatica

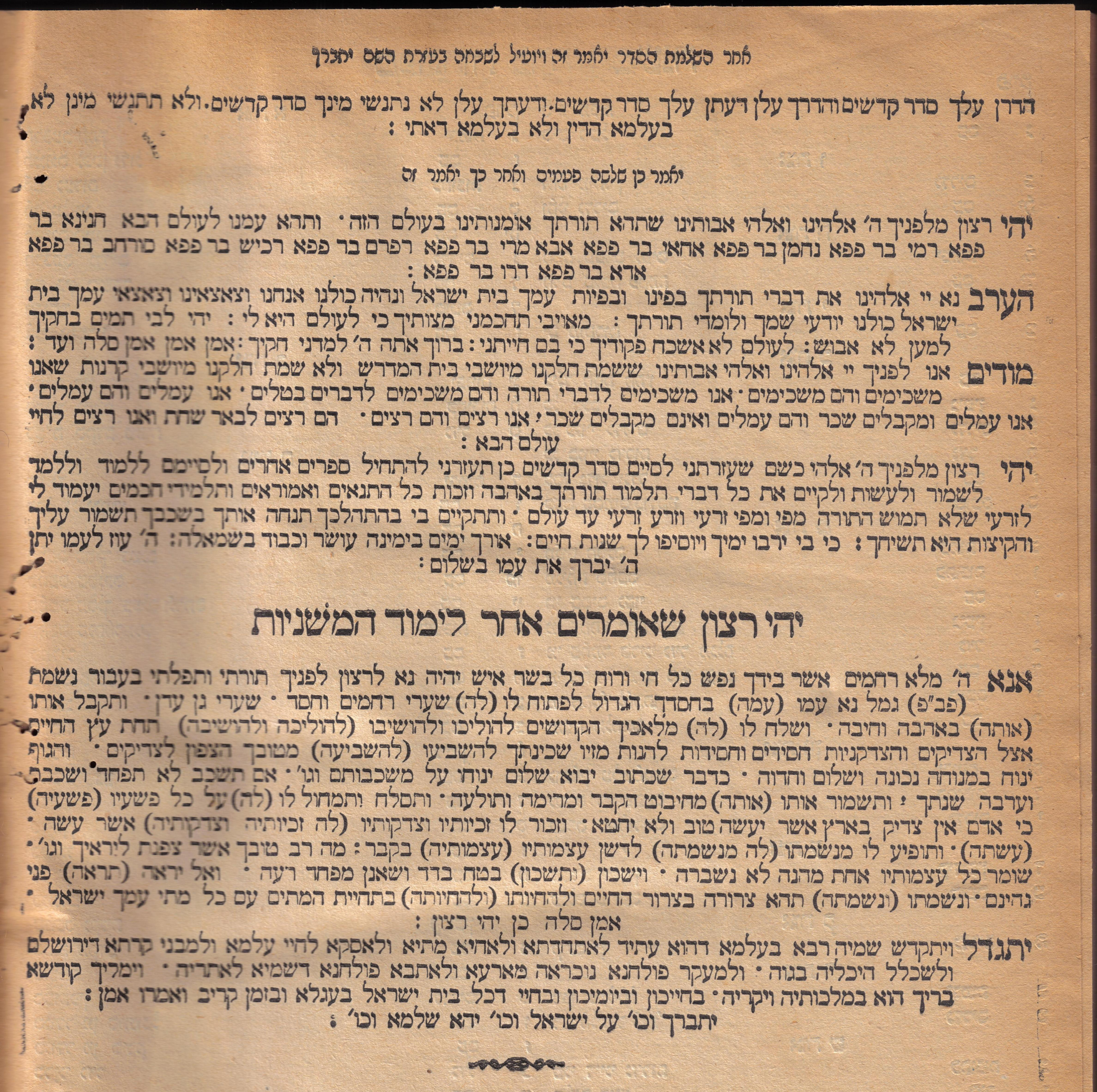
Pagina finale della Mishnah (Edizione di Leopoli, 1877)

La grammatica dell'ebraico mishnaico mostra vari cambiamenti dall'ebraico biblico, alcuni dei quali già presenti nell'ebraico dei Manoscritti del Mar Morto. Molte di queste variazioni, ma non tutte, sono mantenute nell'ebraico moderno:
- Per esprimere il possesso, l'ebraico mishnaico sostituisce spesso lo "stato costrutto" con costruzioni analitiche che usano la preposizione של "shel" (di).
- In ebraico mishnaico non è presente la "waw conversiva" o "waw consecutiva".
- Il passato è indicato con la stessa forma dell'ebraico moderno (coniugazione suffissa).
- L'imperfetto è indicato con il passato del verbo essere più il participio, diversamente dall'ebraico biblico ma come nella lingua moderna.
- Il presente è indicato, come in ebraico moderno, per mezzo del participio.
- Il futuro può essere indicato con עתיד "'āthȳdh" e l'infinito. Però a differenza dell'ebraico moderno, ma come nell'aramaico coevo, il participio presente attivo può anche esprimere il futuro. In quel caso rimpiazza per la maggior parte la forma imperfettiva (prefissa).
- La forma imperfettiva (prefissa), che nella lingua moderna è usata per indicare il futuro, in ebraico mishnaico esprime un imperativo (ordine), volontà o significati simili. In un certo senso si può dire che essa indichi un futuro anche in ebraico mishnaico, ma sempre e solo con un aspetto modale (imperativo, volitivo, ecc.) nella frase principale.

## Bibliografia

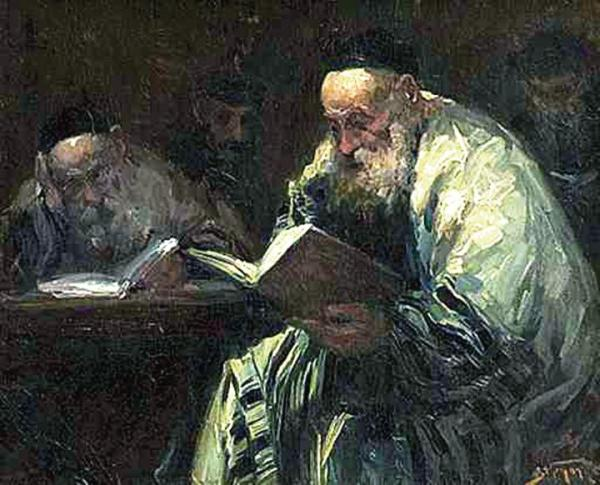
I lettori del Talmud (Quadro di Adolf Behrman, ca. 1900)

### Generale
- Lingua ebraica, Bibliografia, Lingua mishnaica
- Lingua ebraica, Bibliografia, Storia della lingua

### Specifica
- M.H. Segal, A Grammar of Mishnaic Hebrew, Clarendon Press, Oxford, 1927
- Miguel Perez Fernandez, translated by John Elwolde, An Introductory Grammar of Rabbinic Hebrew, Brill, Leiden, 1999
- Mireille Hadas-Lebel, Histoire de la langue hébraïque des origines à l'époque de la Mishna, Publications orientalistes de France, 4e édition revue et mise à jour, Paris, 1986
- Sophie Kessler-Mesguich, La langue des Sages, materiaux pour une étude linguistique de l'hébreu de la Mishna, Paris-Louvain, Peters, 2002
- Corrado Martone (A cura di), Lettere di Bar Kokhba, Paideia, Brescia, 2012